# Liste akademischer Grade (Deutschland)
Die Liste akademischer Grade (Deutschland) führt akademische Grade auf, die in Deutschland durch staatliche beziehungsweise staatlich anerkannte Einrichtungen verliehen werden oder in der jüngeren Geschichte verliehen wurden.

## Bachelorgrad
Der Bachelor ist der erste akademische Grad und berufsqualifizierende Abschluss eines mehrstufigen Studienmodells. Die folgenden sieben Abschlussbezeichnungen können in Deutschland verwendet werden; fachliche Zusätze sind nicht möglich:
| B. A.    | Bachelor of Arts        |
| B. Sc.   | Bachelor of Science     |
| B. Eng.  | Bachelor of Engineering |
| LL. B.   | Bachelor of Laws        |
| B. F. A. | Bachelor of Fine Arts   |
| B. Mus.  | Bachelor of Music       |
| B. Ed.   | Bachelor of Education   |

Davon abweichende (beispielsweise ältere) Bezeichnungen sind:
| B. M. A. | Bachelor of Musical Arts            | Studienordnung (Johannes Gutenberg-Universität Mainz) von 2001 |
| BBA      | Bachelor of Business Administration | in Kooperationen mit ausländischen Hochschulen (Double-Degree) |

## Mastergrad

### Konsekutive Mastergrade
Konsekutive Studiengänge sind die häufigsten Masterstudiengänge (ca. 88 %) und bauen auf einen entsprechenden Bachelor auf. Ebenso kann nach einem Diplom-Studiengang ein Master-Studiengang absolviert werden. Für konsekutive Studiengänge gibt es zur Vereinfachung nur die folgenden sieben Mastergrade. Fachliche Zusätze sind dabei nicht mehr möglich.
| Abkürzung | kons. Mastergrad      | Fächergruppen |
| --------- | --------------------- | --- |
| M. A.     | Master of Arts        | teils Bildungs- und Erziehungswissenschaften, Kultur- und Sprachwissenschaften, Kunstwissenschaft, Geschichtswissenschaft, Religionswissenschaft, Sozialwissenschaften, teils Sportwissenschaft, teils Wirtschaftswissenschaften, teils Ingenieurwissenschaften |
| M. Sc.    | Master of Science     | Informatik, teils Ingenieurwissenschaften, Mathematik, Naturwissenschaften, Psychologie, teils Sportwissenschaft, teils Wirtschaftswissenschaften |
| M. Eng.   | Master of Engineering | Ingenieurwissenschaften |
| LL. M.    | Master of Laws        | Rechtswissenschaften (außer Staatsexamen) |
| M. F. A.  | Master of Fine Arts   | Freie Kunst, künstlerische Kernfächer an Kunsthochschulen |
| M. Mus.   | Master of Music       | Musik |
| M. Ed.    | Master of Education   | Bildungs- und Erziehungswissenschaften, Studien für ein Lehramt |

### Nicht-konsekutive und weiterbildende Mastergrade
Die Abschlussbezeichnungen weiterbildender sowie nicht-konsekutiver Masterstudiengänge können von den Hochschulen abweichend von den Bezeichnungen für konsekutive Masterstudiengänge gewählt werden. Daher kann es vorkommen, dass für inhaltlich ähnliche Studiengänge an verschiedenen Hochschulen unterschiedliche Abschlussbezeichnungen vergeben werden. Am häufigsten sind jedoch die Bezeichnungen der oben genannten konsekutiven Mastergrade; wenn diese Abschlussbezeichnungen der konsekutiven Masterstudiengänge verwendet werden, müssen allerdings auch dieselben Anforderungen erfüllt werden. 
Etwa jeder zehnte Masterstudiengang verleiht eine abweichende Abschlussbezeichnung, davon die Hälfte den Master of Business Administration (MBA). Die weiteren nicht-konsekutiven oder weiterbildenden Mastergrade werden in Deutschland jeweils in seltenen Fällen vergeben, in der Regel deutschlandweit in ein oder zwei Studienangeboten. Teilweise findet das Angebot auch in internationaler Kooperation mit Hochschulen in Ländern statt, in denen der jeweilige Abschluss üblicher ist.
Davon abzugrenzen sind Masterabschlüsse, die ausschließlich von einer ausländischen Partnerhochschule verliehen werden, da die kooperierende Studieninstitution in Deutschland keinen Hochschulstatus besitzt. Beispielsweise wird der Master of Divinity derzeit nicht von deutschen Hochschulen verliehen.
Die Kürzel zu den Graden werden teils mit und teilweise nach angelsächsischem Vorbild ohne Punkte geschrieben.
| Master of Business Administration (MBA)                             | Der Master of Business Administration wird von einer Vielzahl von Hochschulen vergeben. Der Studiengang soll Absolventen von nicht-wirtschaftswissenschaftlichen Studiengängen betriebswirtschaftliche Kenntnisse vermitteln, die für Führungspositionen benötigt werden. Teilweise werden auch Führungskräfte mit entsprechender Praxiserfahrung zugelassen. - Executive-MBA (EMBA): Er richtet sich vorwiegend an Führungskräfte mit mehrjähriger Berufserfahrung. Die Studenten haben meist schon ihr Potenzial in einem Unternehmen unter Beweis gestellt und möchten sich mit dem EMBA für übergreifende Managementaufgaben qualifizieren. |
| Master of Accountancy (M. Acc.)                                     | Europäische Fernhochschule Hamburg (Taxation, Accounting, Finance) |
| Master of Acoustics (M. Ac.)                                        | Dieser Abschluss wird im Weiterbildungsstudiengang Akustik der Universität Stuttgart vergeben. Er richtet sich an Absolventen ingenieur- und naturwissenschaftlicher Fachbereiche die über mindestens einjährige Berufserfahrung verfügen. |
| Master of Adult Education (M. Edu)                                  | Der Weiterbildungsmaster Master of Adult Education wurde von der Evangelischen Fachhochschule Nürnberg vergeben. Er richtete sich an Hochschulabsolventen aller Fachrichtungen, die über einschlägige Berufserfahrung im Bildungssektor verfügten. |
| Master of Advanced Studies in Applied Ethics (MAS)                  | Dieser Mastergrad wird im Weiterbildungsstudiengang Angewandte Ethik der Westfälischen Wilhelms-Universität Münster (WWU) vergeben. Inhaltlich setzt sich das Studium mit Fragen aus den Bereichen Bio- und Medizinethik, Umwelt- oder Wirtschaftsethik, Wissenschafts- und Technikethik sowie der politischen Ethik auseinander. |
| Master of Architecture (M. Arch.)                                   | Der Abschluss wird von der Akademie der Bildenden Künste Nürnberg im Aufbaustudiengang Architektur verliehen sowie von der Hochschule Anhalt im Architektur-Master-Programm Dessau unter dem Thema Revitalisierung der Stadt. |
| Master of Arts Library and Information Science (MALIS)              | Dieser akkreditierte, berufsbegleitende Weiterbildungsmaster Bibliotheks- und Informationswissenschaft wird an der Fachhochschule Köln im Masterstudiengang Bibliotheks- und Informationswissenschaft verliehen und ist international gültig. |
| Master of Arts (Library and Information Science) (M. A. (LIS))      | An dem Institut für Bibliotheks- und Informationswissenschaft (Berlin) der Humboldt-Universität zu Berlin wird der Studiengang Bibliotheks- und Informationswissenschaft angeboten. |
| Master of Aviation Management (M. AVIMA)                            | Der Abschluss wird im berufsbegleitenden englischsprachigen Studiengang Master in Aviation Management (AVIMA) von der Technischen Hochschule Wildau (FH) in Kooperation mit dem Wildau Institute of Technology verliehen. |
| Master of Building Physics (M. BP.)                                 | Dieser Abschluss wird im Weiterbildungsstudiengang Bauphysik der Universität Stuttgart vergeben. Der Studiengang vermittelt den Absolventen ganzheitliches bauphysikalisches Wissen. |
| Master of Business Administration and Engineering (MBA Eng.)        | Der (Executive) Master of Business Administration and Engineering wird von zahlreichen Hochschulen vergeben. Der Studiengang soll Absolventen von technischen Studiengängen betriebswirtschaftliche Kenntnisse vermitteln, die für Führungspositionen benötigt werden. |
| International Master of Business Consulting (MBC)                   | Dieser Abschluss wird im weiterbildenden Online-Studiengang an der Hochschule Wismar verliehen. |
| Master of Business Engineering (MBE)                                | Der Master of Business Engineering wird in den Weiterbildungsstudiengang Logistikmanagement der Universität Stuttgart und Wirtschaftsingenieurwesen der Fachhochschule Frankfurt am Main und Bauingenieurwesen der Bergischen Universität Wuppertal sowie in einem Aufbaustudiengang von der Steinbeis-Hochschule Berlin vergeben. |
| International Master of Business Informatics (MBI)                  | Dieser Abschluss wird im weiterbildenden englischsprachigen Online-Studiengang International Business Informatics an der Wirtschaftswissenschaftlichen Fakultät der Europa-Universität Viadrina Frankfurt (Oder) verliehen. |
| Master of Business Law (M. B. L.)                                   | Dieser akademische Grad wird im Studiengang Wirtschaftsrecht für Technologieunternehmen von der Brandenburgischen Technischen Universität Cottbus verliehen. |
| Master Wirtschaftsrecht/Business Law and Economic Law (LL. M. oec.) | Von der Martin-Luther-Universität Halle-Wittenberg für den Masterstudiengang Wirtschaftsrecht am Institut für Wirtschaftsrecht verliehen. |
| Master of Science in Business and Law (MScBL)                       | Dieser akademische Grad wird im nicht-konsekutiven Studiengang Wirtschaft und Recht (auslaufend) von der Technischen Universität Dresden als Kooperation von Juristischer und Wirtschaftswissenschaftlicher Fakultät in Trägerschaft der Juristischen Fakultät verliehen. |
| Master of Business Marketing (MBM)                                  | Der (Executive) Master of Business Marketing kann im Rahmen des weiterbildenden Studiums Technischer Vertrieb an der Freien Universität Berlin erlangt werden. Er bietet eine Vertiefung und Spezialisierung im Bereich Marketing/Vertrieb. |
| Master of Business Research (MBR)                                   | Der Master of Business Research wird im Rahmen eines postgradualen viersemestrigen Promotionsstudiums an der Fakultät für Betriebswirtschaft der Ludwig-Maximilians-Universität München verliehen. |
| Master of Business Systems (MBS)                                    | Dieser akademische Grad wird im weiterbildenden Studiengang Business Systems von der Hochschule Wismar verliehen. |
| Master of Comparative Law (M. C. L.)                                | Das üblicherweise einjährige Aufbaustudium bieten vor allem US-Universitäten an, in Deutschland ist dies beispielsweise seit 1998/99 die Universität Mannheim in Kooperation mit der University of Adelaide |
| Master of Computer Science (M. Comp. Sc.)                           | Der Abschluss wird von der Fernuniversität in Hagen und auch von der Hochschule Trier im nicht-konsekutiven (Fern-)Studiengang Computer Science vergeben. |
| Master of Criminology and Police Science                            | Dieser Abschluss wird seit 2005 in einem weiterbildenden Studiengang an der Juristischen Fakultät der Ruhr-Universität Bochum vergeben. Zu den Zulassungsvoraussetzungen zählt daher eine mind. einjährige einschlägige Berufserfahrung. |
| Master of Customs Administration (MCA)                              | Der Master of Customs Administration wird an der Westfälischen Wilhelms-Universität (WWU) Münster seit 2005 angeboten. An der Charles Sturt University in Canberra kann man den MCA seit 2013 belegen. Der englischsprachige Masterstudiengang ist von der Weltzollorganisation anerkannt und richtet sich an Verantwortliche, die im internationalen Handel tätig sind. An der WWU Münster läuft der MCA seit 2014 unter dem Namen MCA in Customs, Taxation and International Trade Law. |
| Master of Disaster Management and Risk Governance                   | Dieser Abschluss wird im Weiterbildungsstudiengang Katastrophenvorsorge & Katastrophenmanagement durch die Rheinische Friedrich-Wilhelms-Universität Bonn vergeben. Der modulare weiterbildende Masterstudiengang wird in Kooperation mit dem Bundesamt für Bevölkerungsschutz und Katastrophenhilfe (BBK) angeboten und zielt auf einen ganzheitlich ausgerichteten akademischen Qualifizierungsbeitrag auf dem Gebiet der Katastrophenvorsorge und des Katastrophenmanagements. |
| Master of Drug Regulatory Affairs (M. D. R. A.)                     | Dieser Abschluss wird im Weiterbildungsstudiengang Drug Regulatory Affairs durch die Rheinische Friedrich-Wilhelms-Universität Bonn vergeben. Der weiterbildende Masterstudiengang wird in Kooperation mit der Deutschen Gesellschaft für Regulatory Affairs (DGRA) angeboten und ist interdisziplinär zwischen den Pharmazeutischen Wissenschaften, den Rechtswissenschaften und den medizinischen Wissenschaften angesiedelt. |
| Master of Economics                                                 | Dieser Abschluss wird im einjährigen postgradualen Studiengang Economics der Wirtschaftswissenschaftlichen Fakultät der Universität Jena vergeben. Dieser forschungsorientierte Studiengang in englischer Sprache soll Studierenden formale und empirische Methodenkenntnisse zur Lösung von komplexen volkswirtschaftlichen Fragestellungen vermitteln. |
| Master of Economics and Business                                    | Dieser Abschluss wird im Aufbaustudiengang Finanzmärkte, Banken, Versicherungen und Öffentliche Wirtschaft der Wirtschafts- und Sozialwissenschaftlichen Fakultät der Universität Potsdam vergeben. Mit internationaler Ausrichtung wird er als nicht-konsekutiver Abschluss an der Universität Passau vergeben. |
| Master of Engineering in Traffic Accident Research                  | Der Master wird von dem Institut der Fahrzeugsicherheit der TU Graz vergeben und wird als berufsbegleitender Bildungsgang angeboten. |
| Master of European Studies (M. E. S)                                | Der Master wird im weiterbildenden Studiengang Europawissenschaften in Kooperation von der Freien Universität Berlin, der Humboldt-Universität zu Berlin und der Technischen Universität Berlin verliehen. |
| Master of Evaluation (M. Eval.)                                     | Der Master wird von der Soziologischen Fakultät der Universität Saarbrücken vergeben. Kooperationshochschulen sind die Hochschule für Technik und Wirtschaft (HTW) des Saarlandes und Katholische Hochschule für Soziale Arbeit des Saarlandes. |
| Master of Health Administration (MHA)                               | Der Master wird von der Fakultät für Gesundheitswissenschaften der Universität Bielefeld vergeben. |
| Master in Health and Medical Management (MHMM)                      | Der Abschluss wird im berufsbegleitenden Weiterbildungsstudiengang Master of Health and Medical Management der Friedrich-Alexander-Universität Erlangen-Nürnberg vergeben. |
| Master of Health Business Administration (MHBA)                     | Der Abschluss wird im berufsbegleitenden Weiterbildungsstudiengang Master of Health Business Administration der Friedrich-Alexander-Universität Erlangen-Nürnberg vergeben. |
| Master of Health Management (MaHM)                                  | Dieser Abschluss wird im Weiterbildungsstudiengang Master of Health Management der Apollon Hochschule der Gesundheitswirtschaft vergeben. |
| Master of Health Economics (MaHE)                                   | Dieser Abschluss wird im Weiterbildungsstudiengang Master of Health Economics der Apollon Hochschule der Gesundheitswirtschaft vergeben. |
| Master of Higher Education (MoHE)                                   | Der an der Universität Hamburg angebotene Masterstudiengang richtet sich an Wissenschaftlerinnen und Wissenschaftlern, die an Hochschulen und Institutionen der Weiterbildung lehren. |
| Master of Hospital Management (MaHM)                                | Dieser Abschluss wird im Weiterbildungsstudiengang Master of Hospital Management der Christian-Albrechts-Universität zu Kiel verliehen. |
| Master in Information Management (MIM)                              | Der Master wird von der Wirtschaftswissenschaftlichen Fakultät der Westfälischen Wilhelms-Universität Münster und dem Fachbereich Informatik der Universität Koblenz-Landau vergeben. |
| European Master in Intercultural Education                          | Dieser Mastergrad wird im Weiterbildungsstudiengang European Master in Intercultural Education der Freien Universität Berlin vergeben. Der Studiengang wird zweisprachig in Deutsch und Englisch von der Erziehungswissenschaftlichen Fakultät angeboten. |
| Master of International Taxation (M. I. Tax)                        | Der Master of International Taxation (M.I.Tax) wird von der Universität Hamburg verliehen. Der weiterbildende berufsbegleitende Studiengang wird am Interdisziplinären Zentrum für Internationales Finanz- und Steuerwesen (IIFS)/International Tax Institute der Universität Hamburg angeboten und vereinigt juristische und wirtschaftswissenschaftliche Qualifikation auf dem Gebiet der Internationalen Besteuerung. |
| Master of Mediation (MM)                                            | Weiterbildender Masterstudiengang Mediation an der Fernuniversität in Hagen. |
| Master of Medicine, Ethics and Law (M. mel.)                        | Dieser Masterabschluss wird im Rahmen des interdisziplinären Weiterbildungsstudiums Medizin-Ethik-Recht am Interdisziplinären Wissenschaftlichen Zentrum Medizin-Ethik-Recht von der Martin-Luther-Universität Halle-Wittenberg vergeben. |
| Master of Organizational Management (MoM)                           | Die Ruhr-Universität Bochum bietet den gleichnamigen berufsbegleitenden Weiterbildungsstudiengang an. Er vermittelt Kompetenzen zur Analyse, Gestaltung und Führung von innovierenden und sich wandelnden Organisationen (Unternehmen, öff.-rechtl. Verwaltung, Non-Profit-Institutionen). |
| Master of Organizational Psychology (MoP)                           | Der Abschluss wird auslaufend von der Fernuniversität in Hagen im Weiterbildungsstudium Arbeits- und Organisationspsychologie vergeben. Die Bergische Universität Wuppertal führt das Angebot zukünftig fort. |
| Master für Personalwesen und Arbeitsrecht (MPA)                     | Der Master für Personalwesen und Arbeitsrecht ist ein rechts- und personalwirtschaftlicher Masterabschluss der Universität Mannheim. |
| Master of Public Administration (MPA)                               | Der Master of Public Administration ist ein verwaltungswissenschaftlicher Masterabschluss im Studiengang Öffentliches Management. |
| Master of Public Health (MPH)                                       | Der Master of Public Health ist ein interdisziplinäres Aufbaustudium im Bereich Gesundheitswissenschaften (engl.: Public Health). |
| Master of Public Management (MPM)                                   | Der Master of Public Management ist ein verwaltungswissenschaftlicher Masterabschluss im Bereich Öffentliche Verwaltung mit betriebswirtschaftlichem Schwerpunkt. Er wird in Bayern von der FHVR Hof in Zusammenarbeit mit der Technischen Hochschule Deggendorf und in Hessen von der Verwaltungsfachhochschule Wiesbaden im berufsbegleitenden weiterbildenden Studiengang Public Management vergeben. |
| Master of Public Policy (MPP)                                       | Der Master of Public Policy wird von der Hertie School of Governance und der Willy Brandt School of Public Policy vergeben. |
| Master in Redevelopment                                             | Dieser Abschluss wird in zwei berufsbegleitenden Masterstudiengängen der RWTH Aachen vergeben. Es sollen Kompetenzen und Fähigkeiten vermittelt werden, um komplexe Redevelopment-Projekte in der Bestands- und Flächenentwicklung zu führen. |
| Master of Science in Applied Epidemiology (MSAE)                    | Dieser Masterstudiengang wird von der Charité - Universitätsmedizin Berlin über die Plattform der Berlin School of Public Health für Teilnehmer*innen der Postgraduiertenausbildung für angewandte Epidemiologie (PAE) am Robert-Koch-Institut angeboten |
| Master of Science in Heritage Management (MScHM)                    | Abschluss im weiterbildenden Masterstudiengang Heritage Management (Denkmalpflege) an der Martin-Luther-Universität Halle-Wittenberg. |
| Master of Social Management (MSM)                                   | Der Master of Social Management ist ein weiterbildender sozialwissenschaftlicher Masterabschluss im Studiengang Sozialmanagement. Das Studium umfasst die Qualifizierung im betriebswirtschaftlichen, organisatorischen und Personalmanagement-Bereich für Führungsaufgaben bei freien und öffentlichen Trägern der Sozialarbeit bzw. Sozialpädagogik und in der Sozialwirtschaft. |
| Master of Technology Management (MTM)                               | Der Master of Technology Management wird von dem Northern Institute of Technology (NIT) in Hamburg verliehen. Das Programm ist inhaltlich vergleichbar mit einem MBA-Programm, der MBA-Grad darf jedoch nicht mehr ohne vorherige Berufserfahrung verliehen werden. |
| Master of Theology (M. Th.)                                         | Abschluss derzeit nur im berufsbegleitenden Studiengang Evangelische Theologie der Philipps-Universität Marburg. Der Master of Theology soll der wissenschaftlich-theologischen Weiterqualifizierung dienen. |

## Lizenziat
| lic. theol.     | Lizenziat der Theologie                                          | (lat. licentiatus theologiae)       |
| lic. iur. can.  | Lizenziat des (kanonischen) Kirchenrechts                        | (lat. licentiatus iuris canonici)   |
| lic. rer. publ. | Lizenziat der Publizistik                                        | (lat. licentiatus rerum publicarum) |
| lic. rer. reg.  | Lizenziat der Regionalwissenschaft [KIT: Postgraduiertenstudium] | (lat. licentiatus rerum regionalum) |

Teilweise wird der Anfangsbuchstabe L in den Graden, die wie der Doktorgrad vor dem Namen geführt werden, auch großgeschrieben.

## Bakkalaureus- bzw. Baccalaureusgrad
| B. A.     | Bakkalaureus Artium bzw. Baccalaureus Artium           |
| Bac. Jur. | Bakkalaureus Juris bzw. Baccalaureus Juris             |
| Bac. Oec. | Bakkalaureus Oeconomicus bzw. Baccalaureus Oeconomicus |

## Magistergrad
| M. A. oder Mag. art.       | Magister Artium              |
| M. Sc.                     | Magister Scientiarum         |
| LL. M.                     | Legum Magister               |
| LL. M. oec.                | Legum magister in oeconomics |
| MLE                        | Magister Legum Europae       |
| Mag. rer. publ.            | Magister rerum publicarum    |
| Mag. theol. bzw. M. Theol. | Magister Theologiae          |
| Mag. iur.                  | Magister iuris               |
| M. Th.                     | Magister Theologiae          |

## Diplomgrad

### Duale Hochschule Baden-Württemberg
| Dipl.-Inf. (DH)          | Diplom-Informatiker (Duale Hochschule)            |
| Dipl.-Ing. (DH)          | Diplom-Ingenieur (Duale Hochschule)               |
| Dipl.-Betriebsw. (DH)    | Diplom-Betriebswirt (Duale Hochschule)            |
| Dipl.-Wirtsch.-Inf. (DH) | Diplom-Wirtschaftsinformatiker (Duale Hochschule) |
| Dipl.-Soz.päd. (DH)      | Diplom-Sozialpädagoge (Duale Hochschule)          |

Der Diplomgrad Diplom (DH) kann nur durch Nachgraduierung eines bestehenden staatlichen Abschlusses Diplom (BA) erfolgen. Mit der Nachgraduierung erwirbt der Absolvent der vormaligen Berufsakademie einen vollwertigen akademischen Grad.

### Fachhochschule
| Dipl.-Agrar Ing. (FH)                      | Diplom-Agraringenieur (FH) |
| Dipl.-Archivar (FH)                        | Diplom-Archivar (FH) |
| Dipl.-Betriebsw. (FH)                      | Diplom-Betriebswirt (FH) |
| Dipl.-Bibl. (FH)                           | Diplom-Bibliothekar (FH) |
| Dipl.-Bioinf. (FH)                         | Diplom-Bioinformatiker (FH) |
| Dipl.-Bioing. (FH)                         | Diplom-Bioingenieur (FH) |
| Dipl.-Biomath. (FH)                        | Diplom-Biomathematiker (FH) |
| Dipl.-Chem. (FH)                           | Diplom-Chemiker (FH) |
| Dipl.-Des. (FH)                            | Diplom-Designer (FH) |
| Dipl.-Dok. (FH)                            | Diplom-Dokumentar (FH) |
| Dipl.-Dolm. (FH)                           | Diplom-Dolmetscher (FH) |
| Dipl.-Energiewirt (FH)                     | Diplom-Energiewirt (FH) |
| Dipl.-Ergotherapeut (FH)                   | Diplom-Ergotherapeut (FH) |
| Dipl.-oec.-troph. (FH)                     | Diplom-Oecotrophologe (FH) |
| Dipl.-Fachübersetzer (FH)                  | Diplom-Fachübersetzer (FH) |
| Dipl.-Finw. (FH)                           | Diplom-Finanzwirt (FH) |
| Dipl.-Forsting. (FH)                       | Diplom-Forstingenieur (FH) |
| Dipl. FÖ (FH)                              | Diplom-Fitnessökonom (FH) |
| ...                                        | Diplom für Freie Bildende Kunst (FH) |
| Dipl.-Freizeitwiss. (FH)                   | Diplom-Freizeitwissenschaftler (FH) |
| Dipl.-Ges.oec. (FH)                        | Diplom-Gesundheitsökonom (FH) |
| Dipl.-Immobilienw. (FH)                    | Diplom-Immobilienwirt (FH) |
| Dipl.-Inf. (FH) oder Dipl.-Inform. (FH)    | Diplom-Informatiker (FH) |
| Dipl.-Inf.-Wirt (FH) oder Dipl.-Infw. (FH) | Diplom-Informationswirt (FH) |
| Dipl.-Ing. (FH)                            | Diplom-Ingenieur (FH) |
| Dipl.-Ing. Gartenbau (FH)                  | Diplom-Gartenbauingenieur (FH) |
| Dipl.-Journ. (FH)                          | Diplom-Journalist (FH) |
| Dipl.-Kffr. (FH)                           | Diplom-Kauffrau (FH) |
| Dipl.-Kfm. (FH)                            | Diplom-Kaufmann (FH) |
| Dipl.-Komm.Psych. (FH)                     | Diplom-Kommunikationspsychologe (FH) |
| Dipl.-Kult.arb. (FH)                       | Diplom-Kulturarbeiter (FH). |
| Dipl.-Künstler (FH)                        | Diplom-Künstler (FH) |
| Dipl.-Kunsttherap. (FH)                    | Diplom-Kunsttherapeut (FH) |
| Dipl.-Logist. (FH)                         | Diplom-Logistiker (FH) |
| Dipl.-Math. (FH)                           | Diplom-Mathematiker (FH) |
| Dipl.-Medieninform. (FH)                   | Diplom-Medieninformatiker (FH) |
| Dipl.-Medienök. (FH)                       | Diplom-Medienökonom (FH) |
| Dipl.-Medienw. (FH)                        | Diplom-Medienwirt (FH) |
| Dipl.-Mediator (FH)                        | Diplom-Mediator (FH) |
| Dipl.-Museol. (FH)                         | Diplom-Museologe (FH) |
| Dipl.-Musiktherap. (FH)                    | Diplom-Musiktherapeut/in (FH) |
| Dipl.-Naut. (FH)                           | Diplom-Nautiker (FH) |
| Dipl.oec.troph (FH)                        | Diplom-Ökotrophologe (FH) |
| Dipl.-Online-Journalist (FH)               | Diplom-Online-Journalist (FH) |
| Dipl.-Pfl. (FH)                            | Diplom-Pfleger (FH) |
| Dipl.-Pflegew. (FH)                        | Diplom-Pflegewirt (FH) |
| Dipl.-Pflegepäd. (FH)                      | Diplom-Pflegepädagoge (FH) |
| Dipl.-Physiotherapeut (FH)                 | Diplom-Physiotherapeut (FH) |
| Dipl.-Pol. (FH)                            | Diplom-Politologe (FH) |
| Dipl.-Red. (FH)                            | Diplom-Redakteur (FH) |
| Dipl.-Rel.-päd. (FH)                       | Diplom-Religionspädagoge (FH) |
| Dipl.-Rest. (FH)                           | Diplom-Restaurator (FH) |
| Dipl.-Reha-psych. (FH)                     | Diplom-Rehabilitationspsychologe (FH) |
| Dipl.-Rpfl. (FH)                           | Diplom-Rechtspfleger (FH) |
| Dipl.-Sicherheitsing. (FH)                 | Diplom-Sicherheitsingenieur (FH) |
| Dipl.-Soz. Arb. (FH)                       | Diplom-Sozialarbeiter (FH) |
| Dipl.-Soz.jur. (FH)                        | Diplom-Sozialjurist (FH) |
| Dipl.-Soz.päd. (FH)                        | Diplom-Sozialpädagoge (FH) |
| Dipl.-Soz.wirt (FH)                        | Diplom-Sozialwirt (FH) |
| ...                                        | Diplom-Theaterpädagoge (FH) |
| Dipl.-Techn. (FH)                          | Diplom-Technologe (FH) |
| Dipl.-Tech.-Red. (FH)                      | Diplom-Technik-Redakteur (FH) |
| Dipl.-Übers. (FH)                          | Diplom-Übersetzer (FH) |
| Dipl.-Vers.-Betriebsw. (FH)                | Diplom-Versicherungsbetriebswirt (FH) |
| Dipl.-Verww. (FH)                          | Diplom-Verwaltungswirt (FH) |
| Dipl.-Verw.-Betriebsw. (FH)                | Diplom-Verwaltungsbetriebswirt (FH) |
| ...                                        | Diplom-Verwaltungsinformatiker (FH) |
| Dipl.-Verw.-Manager (FH)                   | Diplom-Verwaltungsmanager (FH) |
| ...                                        | Diplom für Wirtschaft (FH) |
| Dipl.-Volksw. (FH)                         | Diplom-Volkswirt (FH) |
| Dipl.-Wirt.-Inf. (FH)                      | Diplom-Wirtschaftsinformatiker (FH) |
| Dipl.-Wi.-Inform. (FH)                     | Diplom-Wirtschaftsinformatiker (FH) |
| Dipl.-Wirtsch.-Ing. (FH)                   | Diplom-Wirtschaftsingenieur (FH) |
| Dipl.-Wirt.-Ing. (FH)                      | Diplom-Wirtschaftsingenieur (FH) |
| ...                                        | Diplom-Wirtschaftsjapanologe (FH) |
| Dipl.-Wi.Jur. (FH)                         | Diplom-Wirtschaftsjurist (FH) |
| Dipl.-Wirtschaftspsych. (FH)               | Diplom-Wirtschaftspsychologe (FH) |
| Dipl.-Wirt.-Übers.(FH)                     | Diplom-Wirtschaftsübersetzer (FH) (Akademischer Grad, der an den AKAD-Hochschulen bei Abschluss des Wirtschaftsübersetzer-Studiums verliehen wird.) |

### Kunst-undMusikhochschule
| ...                                   | Diplom der Akademie der bildenden Künste in Nürnberg + Fachrichtung |
| Dipl.-Anim.                           | Diplom-Animator                                                     |
| Dipl.-Arch.                           | Diplom-Architekt (DDR-Grad, wird nicht mehr vergeben)               |
| Dipl. Audiovisuelle Medien            | Diplom in audiovisuellen Medien                                     |
| ...                                   | Diplom-Ausstellungsdesigner                                         |
| ...                                   | Diplom für Bildende Kunst                                           |
| ...                                   | Diplom für Bildende Künste                                          |
| ...                                   | Diplom-Bühnenbildner                                                |
| ...                                   | Diplom in Bühnenbild                                                |
| ...                                   | Diplom-Bühnendarsteller                                             |
| ...                                   | Diplom in Bühnendarstellung                                         |
| ...                                   | Diplom-Choreograph                                                  |
| Dipl.-Des.                            | Diplom-Designer                                                     |
| Dipl.-Film- u. Fernsehdram.           | Diplom-Film- und Fernsehdramaturg                                   |
| Dipl.-Film- u. Fernsehwirt.           | Diplom-Film- und Fernsehwirtschaftler                               |
| Dipl.-Filmkomp.                       | Diplom-Filmkomponist                                                |
| Dipl. Freie Kunst                     | Diplom für Freie Kunst                                              |
| ...                                   | Diplom für Freie Bildende Kunst                                     |
| ...                                   | Diplom in Gesang                                                    |
| Dipl.-Ing.                            | Diplom-Ingenieur                                                    |
| Dipl.-Kam.                            | Diplom-Kameramann                                                   |
| ...                                   | Diplom-Kirchenmusiker                                               |
| ...                                   | Diplom in Kirchenmusik                                              |
| Dipl. Kunstpädagogik                  | Diplom für Bildende Kunst und Pädagogik                             |
| Dipl. Kunstpädagogik/Kunstvermittlung | Diplom in Kunstpädagogik/Kunstvermittlung                           |
| Dipl.-Kunst.-Päd.                     | Diplom-Kunstpädagoge                                                |
| ...                                   | Diplom-Musiker                                                      |
| Dipl.-Rest.                           | Diplom-Restaurator                                                  |
| ...                                   | Diplom-Mediale Künste                                               |
| Dipl. Mus.                            | Diplom in Musik                                                     |
| Dipl.-Mus.-Päd.                       | Diplom-Musikpädagoge                                                |
| Dipl.-Musikl.                         | Diplom-Musiklehrer                                                  |
| ...                                   | Diplom in Musikpädagogik                                            |
| ...                                   | Diplom-Sänger                                                       |
| Dipl.-Reg.                            | Diplom-Regisseur (auch Musiktheaterregisseur)                       |
| Dipl.-Schau.                          | Diplom-Schauspieler                                                 |
| Dipl.-Schnittm.                       | Diplom-Schnittmeister                                               |
| Dipl.-Szeneb.                         | Diplom-Szenebildner                                                 |
| Dipl.-Szenem.                         | Diplom-Szenemeister                                                 |
| ...                                   | Diplom-Szenograf                                                    |
| ...                                   | Diplom-Tanzpädagoge                                                 |
| ...                                   | Diplom in Tanzpädagogik                                             |
| Dipl.-Tonm.                           | Diplom-Tonmeister                                                   |
| Dipl. Vis. Komm.                      | Diplom für Visuelle Kommunikation                                   |

### Universität
Der Diplom-Grad an bayerischen Universitäten wird um das Kürzel „Univ.“ ergänzt. Der Übersichtlichkeit halber werden die Grade hier nur ohne „Univ.“ angegeben, wenn der Grad auch an nicht-bayerischen Universitäten verliehen wird.
| Dipl.agr.biol.                                                                                         | Diplom-Agrarbiologe |
| Dipl.agr.oec.                                                                                          | Diplom-Agrarökonom |
| Dipl.-Angl.                                                                                            | Diplom-Anglist |
| Dipl.-Arch.                                                                                            | Diplom-Architekt |
| Dipl.-Berufspäd.                                                                                       | Diplom-Berufspädagoge |
| Dipl.-Betriebsw.                                                                                       | Diplom-Betriebswirt (akademischer Grad der Universität Hamburg, ehem. HWP) |
| Dipl.-Bibl.                                                                                            | Diplom-Bibliothekar |
| Dipl.-Biochem.                                                                                         | Diplom-Biochemiker |
| Dipl.-Biogeogr.                                                                                        | Diplom-Biogeograph |
| Dipl.-Bioinf.                                                                                          | Diplom-Bioinformatiker |
| Dipl.-Biol.                                                                                            | Diplom-Biologe |
| Dipl.-Biol. (t.o.)                                                                                     | Diplom-Biologe (technisch orientiert) (Universität Stuttgart) |
| Dipl.-Biophys.                                                                                         | Diplom-Biophysiker |
| Dipl.-Biotechnol.                                                                                      | Diplom-Biotechnologie |
| Dipl.-Braumeister                                                                                      | Diplom-Braumeister |
| Dipl.-Chem.                                                                                            | Diplom-Chemiker |
| Dipl.-Chem.-Ing.                                                                                       | Diplom-Chemieingenieur |
| ... | Diplom-Caritaswissenschaftler |
| Dipl.-Chem.oec.                                                                                        | Diplom-Wirtschaftschemiker |
| Dipl.-Comp.-Math.                                                                                      | Diplom-Computermathematiker/-in |
| Dipl.-Demogr.                                                                                          | Diplom-Demograph |
| Dipl.-Des.                                                                                             | Diplom-Designer |
| ... | Diplom-Diakoniewissenschaftler |
| Dipl.-Dolm.                                                                                            | Diplom-Dolmetscher |
| Dipl.-Dram.                                                                                            | Diplom-Dramaturg |
| Dipl.-Forstw.                                                                                          | Diplom-Forstwirt |
| ... | Diplom für Freie Bildende Kunst |
| Dipl.-Geogr.                                                                                           | Diplom-Geograph |
| Dipl.-Geoinf.                                                                                          | Diplom-Geoinformatiker |
| Dipl.-Geol.                                                                                            | Diplom-Geologe |
| Dipl.-Geoökol.                                                                                         | Diplom-Geoökologe |
| Dipl.-Geophys.                                                                                         | Diplom-Geophysiker |
| Dipl.-Germ.                                                                                            | Diplom-Germanist |
| Dipl.-Geront.                                                                                          | Diplom-Gerontologe |
| Dipl.-Ges.oec.                                                                                         | Diplom-Gesundheitsökonom |
| Dipl.-Ghl.                                                                                             | Diplom-Gesundheitslehrer |
| Dipl. GDFS                                                                                             | Diplom für Grenzüberschreitende deutsch-französische Studien |
| Dipl.-Gwl.                                                                                             | Diplom-Gewerbelehrer |
| Dipl.-Gyml.                                                                                            | Diplom-Gymnasiallehrer (akademischer Grad, der an der RWTH Aachen mit Bestehen des Ersten Staatsexamens an Absolventen des Gymnasiallehramtsstudiums verliehen wird)                                                              |
| Dipl.-Hdl.                                                                                             | Diplom-Handelslehrer |
| Dipl.-Heilpäd.                                                                                         | Diplom-Heilpädagoge |
| Dipl.-Hist.                                                                                            | Diplom-Historiker |
| Dipl.-Holzwirt                                                                                         | Diplom-Holzwirt |
| Dipl.-Humanbiologe                                                                                     | Diplom-Humanbiologe |
| Dipl. human. biol.                                                                                     | Diplom-Humanbiologe |
| Dipl.-Hydrol.                                                                                          | Diplom-Hydrologe |
| Dipl.-Ind. Arch.                                                                                       | Diplom-Industriearchäologe (zeitweise verliehen an der TU Bergakademie Freiberg) |
| Dipl.-Inf. oder Dipl.-Inform.                                                                          | Diplom-Informatiker |
| Dipl.-Inform. Med.                                                                                     | Diplom-Informatiker der Medizin |
| Dipl.-Inf.Wirt/Inform.Wirt                                                                             | Diplom-Informationswirt |
| Dipl.-Inf.wiss                                                                                         | Diplom-Informationswissenschaftler |
| Dipl.-Ing.                                                                                             | Diplom-Ingenieur |
| Dipl.-Ing. agr.                                                                                        | Diplom-Agraringenieur |
| Dipl.-Ing.-Inf.                                                                                        | Diplom-Ingenieurinformatiker |
| Dipl.-Ing. oec.                                                                                        | Diplom-Ingenieur-Ökonom Wirtschaftsingenieur |
| Dipl.-Ing.-Päd.                                                                                        | Diplom-Ingenieur-Pädagoge |
| Dipl.-Ing. silv.                                                                                       | Diplom-Forstingenieur |
| Dipl.-jur. oder Dipl.-Jur.                                                                             | Diplom-Jurist |
| Dipl.-Journ.                                                                                           | Diplom-Journalist |
| Dipl.-Kff. oder Dipl.-Kffr.                                                                            | Diplom-Kauffrau ist das weibliche Gegenstück zum Diplom-Kaufmann |
| Dipl.-Kfm.                                                                                             | Diplom-Kaufmann |
| Dipl.-Kfm. t.o.                                                                                        | Diplom-Kaufmann technisch orientiert |
| Dipl.-Komm.-Wirt                                                                                       | Diplom-Kommunikationswirt |
| Dipl.-Krim.                                                                                            | Diplom-Kriminologe (akademischer Grad, der Absolventen des Aufbaustudiums Kriminologie am Institut für Kriminologische Sozialforschung an der Universität Hamburg bis zur Umstellung auf einen Masterstudiengang verliehen wurde) |
| Dipl.-Krim.                                                                                            | Diplom-Kriminalist (DDR-Grad, wird nicht mehr vergeben) |
| Dipl.-Kult.                                                                                            | Diplom-Kulturwissenschaftler |
| Dipl.-Kult.Päd.                                                                                        | Diplom-Kulturpädagoge |
| Dipl.-Kult.Man.                                                                                        | Diplom-Kulturmanager |
| Dipl.-Kulturwirt                                                                                       | Diplom-KulturwirtIn (vgl. Studiengang Kulturwirt) |
| Dipl.-Künstler                                                                                         | Diplom-Künstler |
| Dipl.-Kunstpädagoge                                                                                    | Diplom-Kunstpädagoge |
| Dipl.-Landsch.-ökol.                                                                                   | Diplom-Landschaftsökologe |
| Dipl.-Lebensmittelchem.                                                                                | Diplom-Lebensmittelchemiker |
| Dipl.-Lehrer                                                                                           | Diplom-Lehrer (Diplomlehrer) |
| Dipl.-Ling.                                                                                            | Diplom-Linguist |
| Dipl.-LMChem.                                                                                          | Diplom-Lebensmittelchemiker |
| Dipl.-LM-Ing.                                                                                          | Diplom-Lebensmittelingenieur (Lebensmitteltechnologie) |
| Dipl.-Logist.                                                                                          | Diplom-Logistiker |
| Dipl.-Math.                                                                                            | Diplom-Mathematiker |
| Dipl.-Math. oec. oder Dipl.-Wi.-Math. oder Dipl.-Wirtschaftsmath. Univ.                                | Diplom-Wirtschaftsmathematiker oder Diplom-Finanz- und Wirtschaftsmathematiker |
| Dipl.-Math. techn.                                                                                     | Diplom-Technomathematiker |
| Dipl.-Med.                                                                                             | Diplom-Mediziner (DDR-Grad, wird nicht mehr vergeben) |
| Dipl.-Vet.-Med.                                                                                        | Diplom-Veterinärmediziner (DDR-Grad, wird nicht mehr vergeben) |
| Dipl.-Med. Päd.                                                                                        | Diplommedizinpädagoge |
| Dipl.-Medienberater                                                                                    | Diplom-Medienberater |
| Dipl.-Mediengestalter                                                                                  | Diplom-Mediengestalter |
| Dipl.-Medieninf.                                                                                       | Diplom-Medieninformatiker |
| Dipl.-Medienprakt.                                                                                     | Diplom-Medienpraktiker |
| Dipl.-Medienwirt                                                                                       | Diplom-Medienwirt (Studiengang Medienplanung, -beratung, -entwicklung in Siegen) |
| Dipl.-Medienwiss.                                                                                      | Diplom-Medienwissenschaftler |
| Dipl.-Met.                                                                                             | Diplom-Meteorologe |
| Dipl.-Mot.                                                                                             | Diplom-Motologe |
| Dipl.-Mol.Med.                                                                                         | Diplom-Molekularmediziner |
| Dipl.-Mikrobiol.                                                                                       | Diplom-Mikrobiologe |
| Dipl.-Mil.                                                                                             | Diplom-Militärwissenschaftler (DDR-Grad, wird nicht mehr vergeben) |
| Dipl.-Min.                                                                                             | Diplom-Mineraloge |
| Dipl.-NanoSc.                                                                                          | Diplom-Nanostrukturwissenschaftler |
| Dipl.-Nat.                                                                                             | Diplom-Naturwissenschaftler |
| Dipl.-Hist.Sc                                                                                          | Diplom-Naturwissenschaftshistoriker |
| Dipl.-Neurowiss.                                                                                       | Diplom-Neurowissenschaftler |
| Dipl.oec.troph.                                                                                        | Diplom-Ökotrophologe |
| Dipl.-Oec.                                                                                             | Diplom-Ökonom |
| Dipl.-Ök.                                                                                              | Diplom-Ökonom |
| Dipl.-oen.                                                                                             | Diplom-Oenologe |
| Dipl.-Orient.                                                                                          | Diplom-Orientalist |
| Dipl.-Orientarchäologe                                                                                 | Diplom-Orientarchäologe (DDR-Grad, wird nicht mehr vergeben) |
| Dipl.-Oz.                                                                                              | Diplom-Ozeanograph |
| Dipl.-Päd.                                                                                             | Diplom-Pädagoge |
| ... | Diplompflegepädagoge |
| Dipl.-Pfl.                                                                                             | Diplom-Pflegelehrer |
| Dipl.-PGW                                                                                              | Diplom-Pflege- und Gesundheitswissenschaftler |
| Dipl.-Pharm.                                                                                           | Diplom-Pharmazeut |
| Dipl.-Phil.                                                                                            | Diplom-Philosoph (Grad wird nicht mehr vergeben, ist aber noch gültig) |
| Dipl.-Phys.                                                                                            | Diplom-Physiker |
| Dipl.-Phys. (Med.)                                                                                     | Diplom-Medizinphysiker |
| Dipl.-Phys.Ing.                                                                                        | Diplom-Physikingenieur |
| Dipl.-Phys. oec.                                                                                       | Diplom-Wirtschaftsphysiker |
| Dipl.-Pol.                                                                                             | Diplom-Politologe |
| Dipl.-Prähist.                                                                                         | Diplom-Prähistoriker |
| Dipl.-Psych.                                                                                           | Diplom-Psychologe |
| Dipl.-Reg.-Wiss.                                                                                       | Diplom-Regionalwissenschaftler |
| Dipl.-Reh.-Päd.                                                                                        | Diplom-Rehabilitationspädagoge |
| Dipl. rer. com.                                                                                        | Diplom-Kommunikationswissenschaftler |
| Dipl. rer. oec.                                                                                        | Diplom-Wirtschaftswissenschaftler |
| Dipl. rer. pol.                                                                                        | Diplomatus rerum politicarum (bei Politik- und Wirtschaftswissenschaftlern) |
| Dipl.-Rom.                                                                                             | Diplom-Romanist |
| Dipl. sc. pol. Univ.                                                                                   | Diplomaticus scientiae politicae Universitatis (wird nur an der Münchner Hochschule für Politik verliehen.) |
| Dipl.-Sicherheits.-Ing.                                                                                | Diplom-Sicherheitsingenieur |
| Dipl.-Soz.Ök.                                                                                          | Diplom-Sozialökonom |
| Dipl.-Soz.                                                                                             | Diplom-Soziologe |
| Dipl.-Soz. tech.                                                                                       | Diplom-Soziologe technikwissenschaftlicher Richtung (nur TU Berlin) |
| Dipl.-Soz.päd.                                                                                         | Diplom-Sozialpädagoge |
| Dipl.-Sozw.                                                                                            | Diplom-Sozialwirt |
| Dipl.-Sozialw. oder Dipl.-Soz.Wiss.                                                                    | Diplom-Sozialwissenschaftler |
| Dipl.-Sporting.                                                                                        | Diplom-Sportingenieur |
| Dipl.-Sportl.                                                                                          | Diplom-Sportlehrer |
| Dipl.-SpOec.                                                                                           | Diplom-Sportökonom |
| Dipl.-Sportwiss.                                                                                       | Diplom-Sportwissenschaftler |
| Dipl.-Sprachm.                                                                                         | Diplom-Sprachmittler |
| Dipl.-Sprechwiss.                                                                                      | Diplom-Sprechwissenschaftler |
| Dipl.-Staatsw.                                                                                         | Diplom-Staatswissenschaftler |
| Dipl.-Stat.                                                                                            | Diplom-Statistiker |
| Dipl.-Stom.                                                                                            | Diplom-Zahnarzt, siehe auch Stomatologie (Grad wird nicht mehr vergeben, ist aber noch gültig) |
| Dipl.-Stomat.                                                                                          | Diplom-Zahnarzt (Grad wird nicht mehr vergeben, ist aber noch gültig) |
| Dipl.-Systemwiss.                                                                                      | Diplom-Systemwissenschaftler |
| Dipl.-Tech. Math.                                                                                      | Diplom-Technomathematiker |
| Dipl.-Technoinform.                                                                                    | Diplom-Technoinformatiker |
| Dipl.-Theol.                                                                                           | Diplom-Theologe |
| Dipl.-Troph.                                                                                           | Diplom-Trophologe (Ernährungswissenschaftler) |
| Dipl.-Übersetzer                                                                                       | Diplom-Übersetzer |
| Dipl.-Umweltwiss.                                                                                      | Diplom-Umweltwissenschaftler |
| Dipl.-UWT                                                                                              | Diplom-Umwelttechniker |
| Dipl.-Verk.wirtsch.                                                                                    | Diplom-Verkehrswirtschaftler |
| Dipl.-Verw. Wiss.                                                                                      | Diplom-Verwaltungswissenschaftler |
| Dipl.-Volksw.                                                                                          | Diplom-Volkswirt |
| Dipl.-Wirt.                                                                                            | Diplom-Wirtschaftler (Grad wird nicht mehr vergeben, ist aber noch gültig) |
| ... | Diplom in Wirtschafts- und Arbeitsrecht (HWP Hamburg) |
| ... | Diplom-Wirtschafts- und Arbeitsjurist |
| Dipl.-Wirtchem.                                                                                        | Diplom-Wirtschaftschemiker |
| Dipl.-Wirt.-Inf./ Dipl.-Wirt.-Inform./ Dipl.-Wirtsch.-Inf./ Dipl.-Wirtsch.Inf./ Dipl.-Wirtsch.-Inform. | Diplom-Wirtschaftsinformatiker |
| Dipl.-Wi.-Ing./ Dipl.-Wirt.-Ing./ Dipl.-Wirtsch.-Ing.                                                  | Diplom-Wirtschaftsingenieur |
| Dipl. iur .oec. univ.                                                                                  | Diplom-Wirtschaftsjurist Univ. |
| Dipl.-Wigeo.                                                                                           | Diplom-Wirtschaftsgeograph |
| Dipl.-Wirtl.                                                                                           | Diplom-Wirtschaftslehrer (akademischer Grad, der an der RWTH Aachen mit Bestehen des Ersten Staatsexamens an Absolventen des Wirtschaftslehramtsstudiums verliehen wird)                                                          |
| Dipl.-Wipäd.                                                                                           | Diplom-Wirtschaftspädagoge |
| Dipl.-Wiss.org.                                                                                        | Diplom-Wissenschaftsorganisator |
| Dipl.-WiWi.                                                                                            | Diplom-Wirtschaftswissenschaftler |

## Doktorgrad

### Hauptgrad
| Dr. agr. (agriculturae)                                    | Doktor der Agrarwissenschaft |
| Dr. B.A./D.B.A. (Business Administration)                  | Doctor of Business Administration |
| Dr. biol. anim. (biologiae animalis)                       | Doktor der Tierphysiologie |
| Dr. biol. hom. (biologiae hominis)                         | Doktor der Humanbiologie |
| Dr. cult. (culturae)                                       | Doktor der Kulturwissenschaften |
| Dr. disc. pol. (disciplinarum politicarum)                 | Doktor der Sozialwissenschaften an der Georg-August-Universität Göttingen (Politik- und Sozialwissenschaften) |
| Dr.-Ing. (Doktoringenieur)                                 | Doktor der Ingenieurwissenschaften (Einführung 1899 an den technischen Hochschulen Deutschlands. Wegen des Widerstandes der damaligen klassischen Universitäten gilt die deutsche Schreibweise, nicht die lateinische)                                                                  |
| Dr. iur. (iuris)                                           | Doktor der Rechte bzw. Doktor des Rechts (auch: jur. für juris) oder: (iurisprudentiae) Doktor der Rechtswissenschaft |
| Dr. iur. can. (iuris canonici)                             | Doktor der kanonischen Rechtswissenschaften (d. h. des römisch-katholischen Kirchenrechts) |
| Dr. iur. et rer. pol. (iuris et rerum politicarum)         | Doktor der Rechts- und Staatswissenschaften |
| Dr. iur. utr. (iuris utriusque)                            | Doktor beider Rechte, auch Doktor „beiderlei Rechte“, also des weltlichen und des kirchlichen Rechts (auch j. u.; jur. utr., s. o.) |
| Dr. math. (mathematicae)                                   | Doktor der Mathematik |
| Dr. med. (medicinae)                                       | Doktor der Medizin |
| Dr. med. dent. (medicinae dentariae)                       | Doktor der Zahnheilkunde/Zahnmedizin |
| Dr. med. sci. (medicinae scientiae)                        | Doktor der Medizinischen Wissenschaft an der TU München |
| Dr. med. vet. (medicinae veterinariae)                     | Doktor der Tiermedizin |
| Dr. nat. med. (naturalium medicinae)                       | Doktor der naturwissenschaftlichen Medizin |
| Dr. nat. techn. (naturalium technicarum)                   | Doktor der Bodenkultur |
| Dr. oec. (oeconomiae)                                      | Doktor der Wirtschafts-/Verwaltungswissenschaften |
| Dr. oec. publ. (oeconomiae publicae)                       | Doktor der Staatswissenschaften/Volkswirtschaft |
| Dr. oec. troph. (oecotrophologiae)                         | Doktor der Ernährungswissenschaften/Haushaltswissenschaft |
| Dr. paed. (paedagogiae)                                    | Doktor der Erziehungswissenschaften |
| Dr. pharm. (pharmaciae)                                    | Doktor der Pharmazie |
| Dr. phil. (philosophiae)                                   | Doktor der Philosophie; umfasst die ganze Breite der alten philosophischen Fakultäten, insbesondere alle Philologien, aber auch Soziologie, Politikwissenschaft, Geschichte, Psychologie, Pädagogik, Kulturwissenschaft, zuweilen auch Mathematik, Natur- und Wirtschaftswissenschaften |
| Dr. phil. in art. (philosophiae in artibus)                | Doktor der Philosophie in den Künsten (künstlerisch-wissenschaftlich) (nur Hochschule für bildende Künste Hamburg, Musikhochschule der Westfälischen Wilhelms-Universität Münster, Filmuniversität Babelsberg)                                                                          |
| Dr. phil. nat. (philosophiae naturalis)                    | Doktor der Naturwissenschaften in Frankfurt am Main aber anstelle des Dr. rer. nat. |
| Dr. PH (public health)                                     | Doktor der Public Health |
| Dr. rer. agr. (rerum agriculturarum)                       | Doktor der Landbauwissenschaften bzw. Landwirtschaft und Bodenkultur |
| Dr. rer. biol. hum. (rerum biologiae humanae)              | Doktor der Humanbiologie |
| Dr. rer. biol. vet. (rerum biologiae veterinariae)         | Doktor der Veterinärbiologie |
| Dr. rer. cult. (rerum culturarum)                          | Doktor der Kulturwissenschaften |
| Dr. rer. cur. (rerum curae)                                | Doktor der Pflegewissenschaften |
| Dr. rer. forest. (rerum forestalium)                       | Doktor der Forstwissenschaften (auch ohne rer.) |
| Dr. rer. hort. (rerum horticulturarum)                     | Doktor der Gartenbauwissenschaften |
| Dr. rer. hum. (rerum humanarum)                            | Doktor der Medizinwissenschaften |
| Dr. rer. med. (rerum medicarum)                            | Doktor der Medizinwissenschaften |
| Dr. rer. medic. (rerum medicinalium)                       | Doktor der theoretischen Medizin, Medizinwissenschaften, Biomedizin, Medizintechnologie, medizinischen Biometrie und Bioinformatik, Gesundheitswissenschaften |
| Dr. rer. merc. (rerum mercantilium)                        | Doktor der Handelswissenschaften |
| Dr. rer. mont. (rerum montanarum)                          | Doktor der Bergbauwissenschaften |
| Dr. rer. nat. (rerum naturalium)                           | Doktor der Naturwissenschaften; Sammelbegriff für Doktoren der Mathematik, Physik, Chemie, Biologie, Informatik, Statistik, Geographie, Geologie, Mineralogie, Bodenkunde, Holzwirtschaft, Pharmazie oder Psychologie                                                                   |
| Dr. rer. oec. (rerum oeconomicarum)                        | Doktor der Wirtschaftswissenschaften |
| Dr. rer. physiol. (rerum physiologicarum)                  | Doktor der Humanbiologie |
| Dr. rer. pol. (rerum politicarum)                          | Sammelbegriff für Doktoren der Politikwissenschaft, Sozialwissenschaften, Staatswissenschaften oder Wirtschaftswissenschaften |
| Dr. rer. publ. (rerum publicarum)                          | Doktor der Verwaltungswissenschaften |
| Dr. rer. sec. (rerum securitatis)                          | Doktor der Sicherheitswissenschaften |
| Dr. rer. silv. (rerum silvestrium bzw. rerum silvaticarum) | Doktor der Forstwissenschaften |
| Dr. rer. soc. (rerum socialium)                            | Doktor der Sozialwissenschaften |
| Dr. rer. sust. (rerum sustineri)                           | Doktor der Nachhaltigkeitswissenschaften |
| Dr. rer. tech. (rerum technicarium)                        | Doktor der Technischen Wissenschaften |
| Dr. sc. agr. (scientiarum agrarium)                        | Doktor der Agrarwissenschaften |
| Dr. sc. ed. (scientiarum educationis)                      | Doktor der Didaktik der Naturwissenschaften |
| Dr. sc. hum. (scientiarum humanarum)                       | Doktor der Humanwissenschaften |
| Dr. sc. mus. (scientiae musicae)                           | Doktor der Musikwissenschaften |
| Dr. sc. oec. (scientiarum oeconomicarum)                   | Doktor der Wirtschaftswissenschaften |
| Dr. sc. phil. (scientiarum philosophiae)                   | Doktor der Philosophiewissenschaften |
| Dr. sc. pol. (scientiarum politicarum)                     | Doktor der Wirtschafts- und Sozialwissenschaften |
| Dr. sc. soc. (scientiae socialis)                          | Doktor der Sozialwissenschaften |
| Dr. sc. techn. (scientiarum technicarum)                   | Doktor der technischen Wissenschaften |
| Dr. Sportwiss. (Sportwissenschaften)                       | Doktor der Sportwissenschaften |
| Dr. theol. (theologiae)                                    | Doktor der Theologie, früher häufig nur D. |
| Dr. troph. (trophologiae)                                  | Doktor der Ernährungswissenschaft |

### Ph.D.-Graduierung
An einer deutschen Hochschule erworbene akademische Grade oder hier verliehene Titel dürfen innerhalb Deutschlands nur in der Form geführt werden, wie sie in der Urkunde benannt sind. Einige deutsche Länder sehen auch für den im Inland erworbenen Ph.D. die alternative Führung als „Dr.“ vor. Bisher sehen die Länder Baden-Württemberg, Bayern, Berlin, Brandenburg, Hamburg, Rheinland-Pfalz, Sachsen, Schleswig-Holstein und Thüringen die Verleihung des Ph.D.-Grades in ihren Hochschulgesetzen vor, in Thüringen mit der abweichenden Schreibweise „Ph. D.“. Ein in einem EU- oder EWR-Staat erworbener Ph.D.-Grad kann in Deutschland als Dr. geführt werden (siehe Passregelung).
| Ph. D. Freie Kunst      | engl.: Doctor of Philosophy Fine Arts | Doktorgrad für Graduierte aus den Künsten (Bauhaus-Universität Weimar)     |
| Ph. D. Kunst und Design | engl.: Doctor of Philosophy Design    | Doktorgrad für Graduierte aus dem Design (Bauhaus-Universität Weimar)      |
| Ph. D. Medienkunst      | engl.: Doctor of Philosophy Media Art | Doktorgrad für Graduierte aus der Medienkunst (Bauhaus-Universität Weimar) |

### Sonstige Doktorgrade und Bezeichnungen
| Dr. mult. (multiplex) | abkürzend bei einer Person mit drei oder mehr gleichen Doktorgraden (bspw. Dr. h. c. mult.)                                                                                               |
| Dres. (doctores) | Abkürzung bei Nennung mehrerer Personen mit Graden (bspw. Dres. Meier und Müller) |
| Dr. habil. (habilitatus) | Doktor mit Lehrbefähigung (Habilitation) |
| Drs. (doctorandus) | Bezeichnung für eine Person, die eine Dissertationsschrift anfertigt. |
| Dr. des. (designatus) | gelegentlich Dr. phil. des.: Doktorgrad, der nach einzelnen Promotionsordnungen zwischen dem Ende des Promotionsverfahrens und der Veröffentlichung der Dissertation geführt werden darf. |
| Dr. mph./Dr. sc. rel./Dr. sc. bs. (altertümlich in lateinischer oder englischer Schreibweise: Dr. eccl. für ecclesiasticas bzw. ecclesiastical) | Kirchliche Doktorgrade, vor allem an theologischen Seminaren, nicht universitär. |
| DDr. (Dr. theol. et Dr.) | Eine Person mit einem theologischen (Ehrendoktorgrad) und einem weiteren Doktorgrad. |

### Ehrendoktorwürde
| Dr. h. c. (honoris causa) | Ehrendoktor („der Ehre halber“)  |
| Dr. e. h. (ehrenhalber)   | Ehrendoktor, auch eh. oder E. h. |
| D. (ehrenhalber)          | Ehrendoktor der ev. Theologie    |

Die Ehrendoktorwürde kann von einer Hochschule mit Promotionsrecht verliehen werden. Dies erfolgt nicht durch Dissertation, sondern aufgrund besonderer Leistungen nach Maßgabe der Regeln der verleihenden Hochschule.

### Rechtliche Einschränkungen
Inländische Ehrendoktorwürden sowie bestimmte klerikale Grade oder Titel sind keine akademischen Grade und dürfen nur als solche und nicht in mit akademischen Graden verwechselbarer Weise geführt werden. Das Vortäuschen der Berechtigung einen akademischen Grad führen zu dürfen, ist in Deutschland nach §132a StGB illegal. Bei einem im Ausland (von einer dazu nach dem jeweiligen örtlichen Recht befugten Institution) verliehenen Grad oder Titel sieht die Kultusministerkonferenz der Länder mit Beschluss vom 21. September 2001 (Umsetzung in den Ländern erfolgte bis 2003) keine Pflicht zur Nostrifikation mehr vor. Ausländische Grade sowie Titel von dazu berechtigten Institutionen dürfen somit im Einklang mit den spezifischen Regularien des Landeshochschulgesetzes des amtlich gemeldeten Wohnortes des Titelträgers selbstverantwortlich geführt werden. Das Führen rein käuflich oder durch Spenden erworbener Grade oder Titel ohne Leistungserbringung ist sowohl für im In- wie auch im Ausland erworbene Titel durch alle Landeshochschulgesetze untersagt und ein strafbarer Verstoß gegen §132a StGB.